# Josephine Touray
Josephine Touray (* 6. Oktober 1979 in Aarhus, Dänemark) ist eine dänische Handballspielerin.
Touray war die Außenspielerin für Bjerringbro KFUM, Viborg HK, KIF Kolding, Ikast-Bording EH, FCK Håndbold und SK Aarhus aktiv. Nach der Saison 2008/09 beendete Touray aufgrund Knieprobleme ihre Karriere. Ein Jahr später gab sie ihr Comeback beim dänischen Erstligisten FIF. Nach zwei Spielzeiten beendete sie erneut ihre Karriere. Im September 2013 gab sie ihr Comeback für København Håndbold, der verletzungsbedingt auf mehrere Außenspieler verzichten muss.
Touray bestritt 123 Länderspiele für Dänemark, in denen sie 383 Treffer erzielte. Mit der dänischen Nationalmannschaft errang sie die Europameisterschaft 2002 im eigenen Land und die olympische Goldmedaille 2004 in Athen.